# Liesing
Liesing Bécs XXIII. kerülete. Liesing Hietzing, Meidling, Favoriten, Alsó-Ausztria és Perchtoldsdorf községekkel határos.

## Részei
|                                 | \| Liesing városrészeinek területe \| Liesing városrészeinek területe \| \| ------------------------------- \| ------------------------------- \| \| Atzgersdorf \| 376,42 ha \| \| Erlaa \| 238,96 ha \| \| Inzersdorf \| 854,06 ha \| \| Kalksburg \| 375,70 ha \| \| Liesing \| 273,82 ha \| \| Mauer \| 639,57 ha \| \| Rodaun \| 214,45 ha \| \| Siebenhirten \| 251,22 ha \| |
| Liesing városrészeinek területe | |
| Atzgersdorf                     | 376,42 ha |
| Erlaa                           | 238,96 ha |
| Inzersdorf                      | 854,06 ha |
| Kalksburg                       | 375,70 ha |
| Liesing                         | 273,82 ha |
| Mauer                           | 639,57 ha |
| Rodaun                          | 214,45 ha |
| Siebenhirten                    | 251,22 ha |

Atzgersdorf
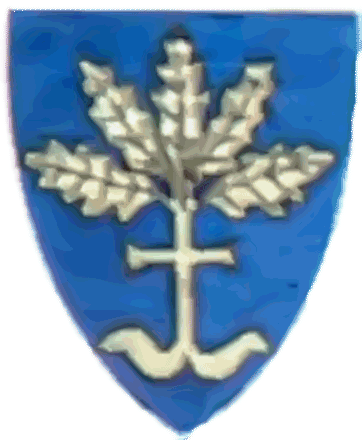
Erlaa
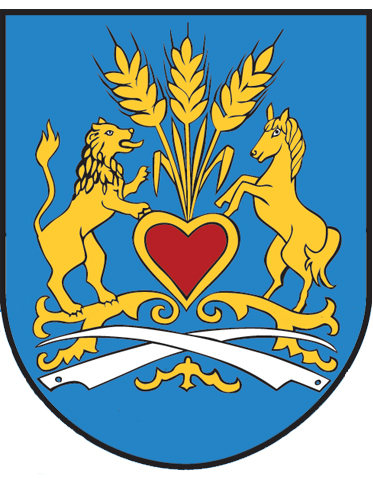
Inzersdorf
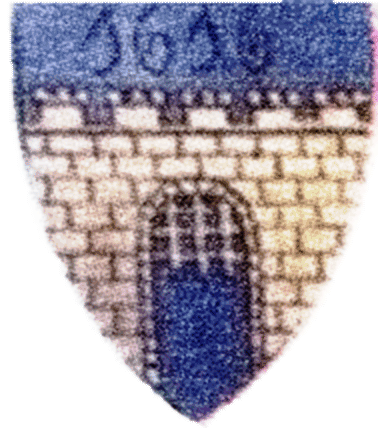
Kalksburg
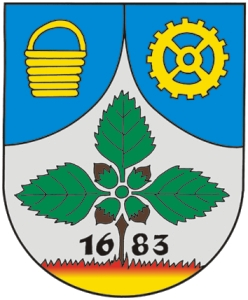
Liesing
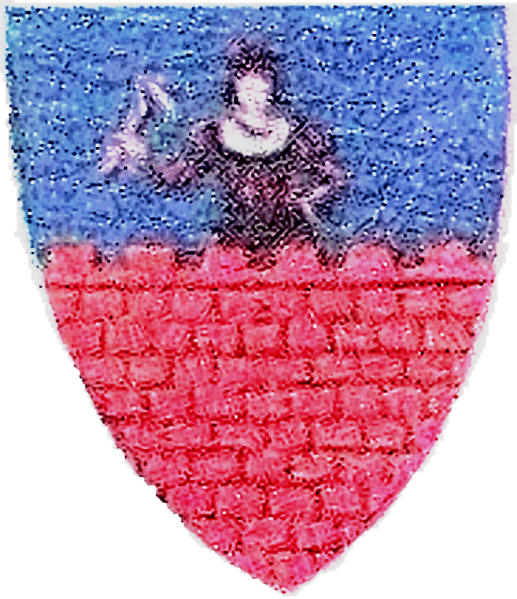
Mauer
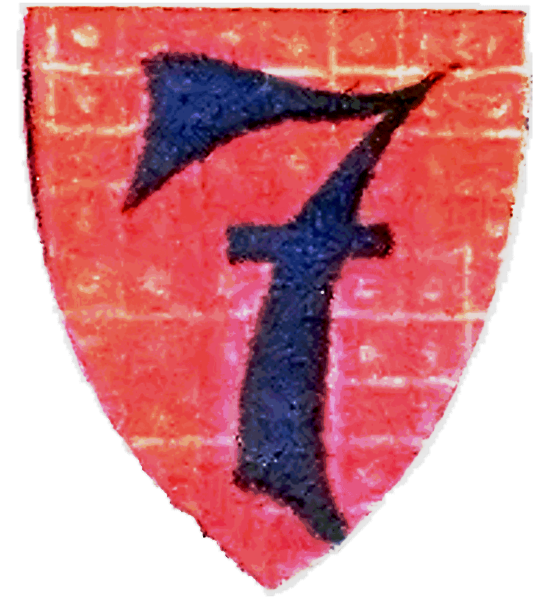
Siebenhirten

## Története

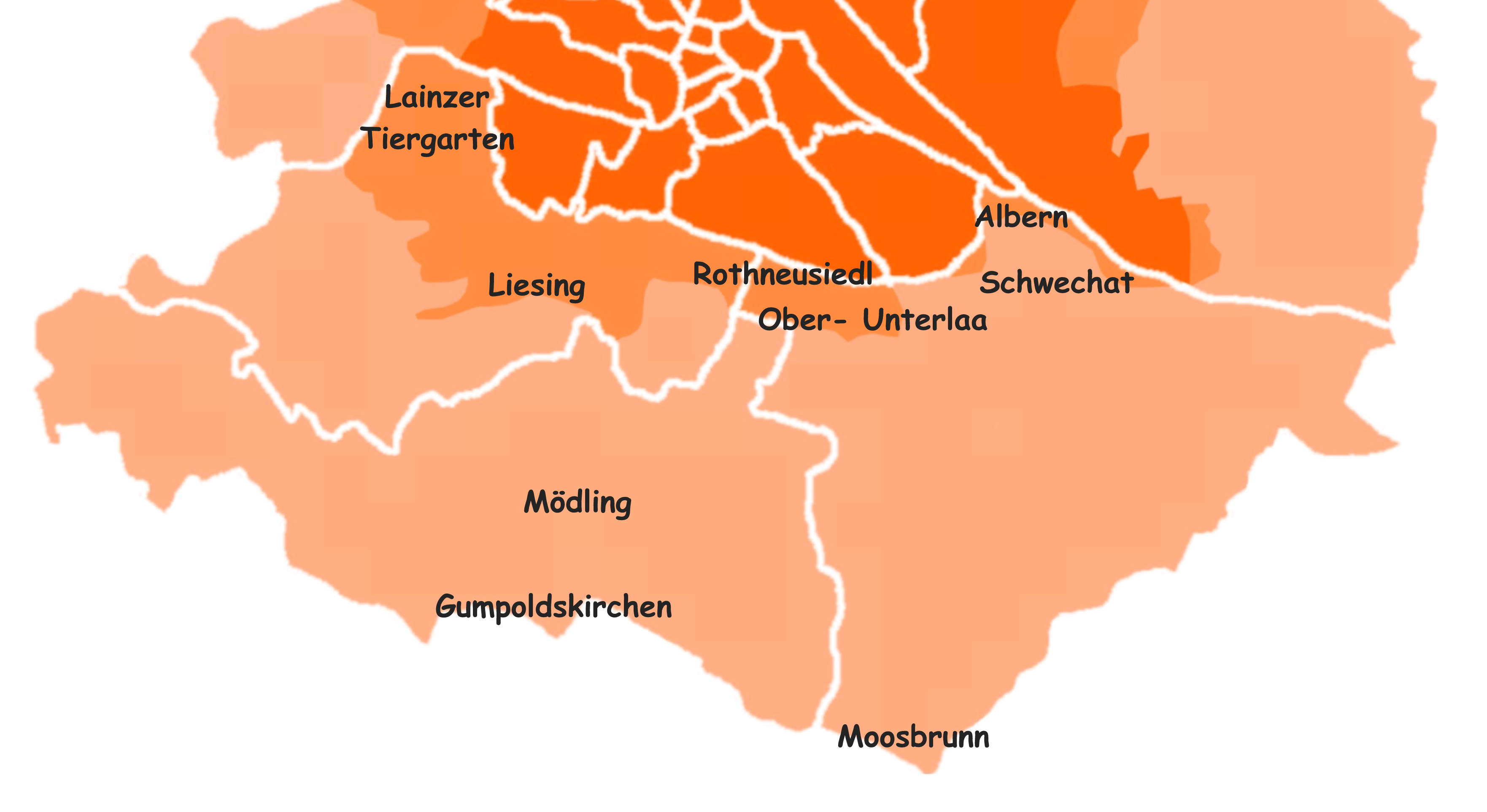
25. kerület Liesing
sötét: Bécs 1938-ig
közepes: mai Bécs
világos: Nagy-Bécs (Groß-Wien)

1938. október 15-én néhány települést beolvasztattak Bécsbe Liesing névvel mint 25. kerület.
1945. április 9-én és 10-én a Vörös Hadsereg vonult be Liesingbe.
A megszállás alatt (1945–1955) Liesing a szovjet megszállt Alsó-Ausztriához tartozott.
1954. szeptember 1-jén hozták létre a 23. kerületet. Breitenfurt bei Wien, Kaltenleutgeben, Laab im Walde, Perchtoldsdorf és Vösendorf újra önálló  települések lettek. A Lainzer Tiergarten (Lainzi Vadaspark) Hietzing részé lett.

## Látnivalók
- Wotruba-templom
- Liesing-kastély
- Alterlaa-kastély

## Képek

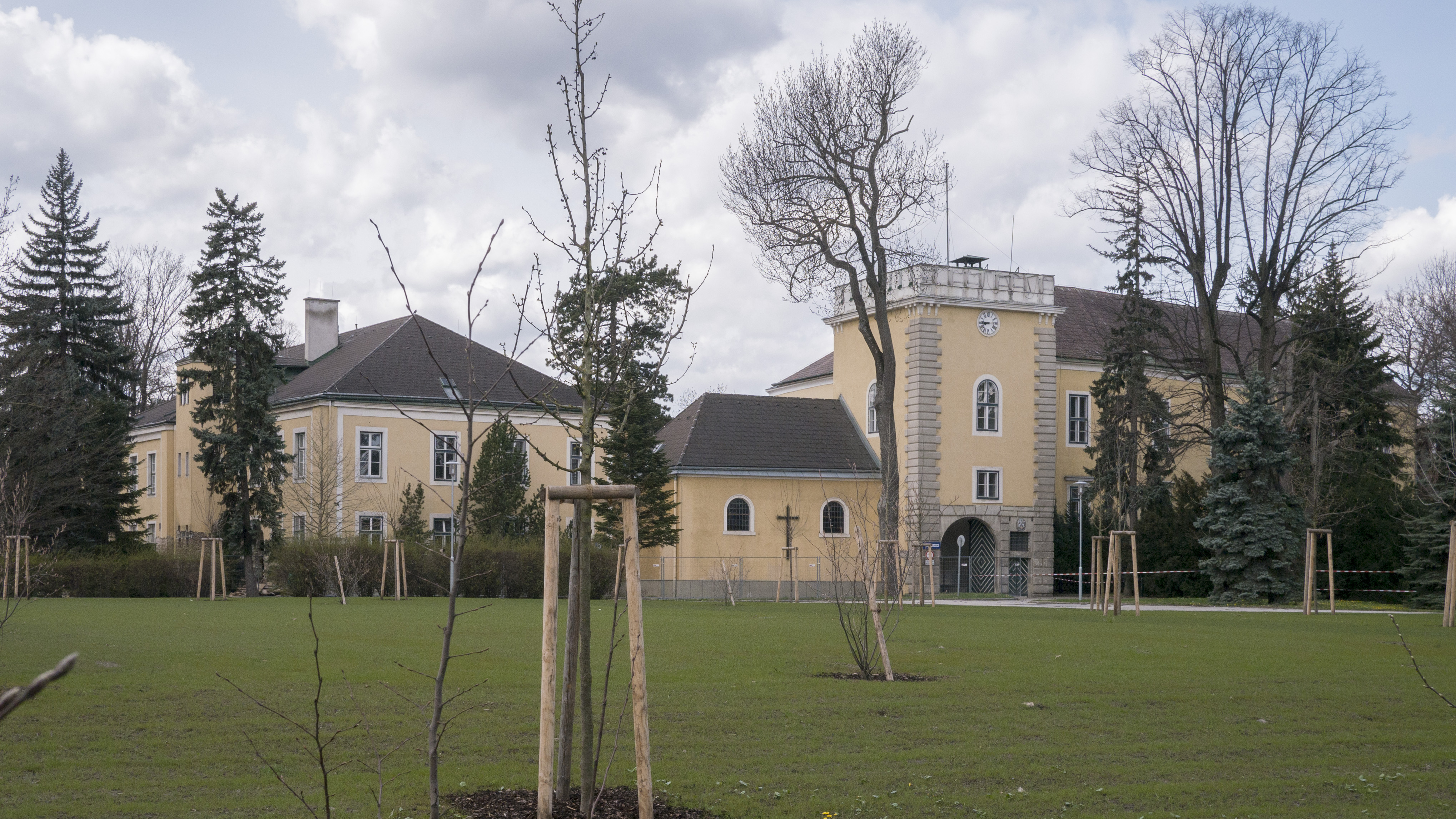
A liesingi kastély
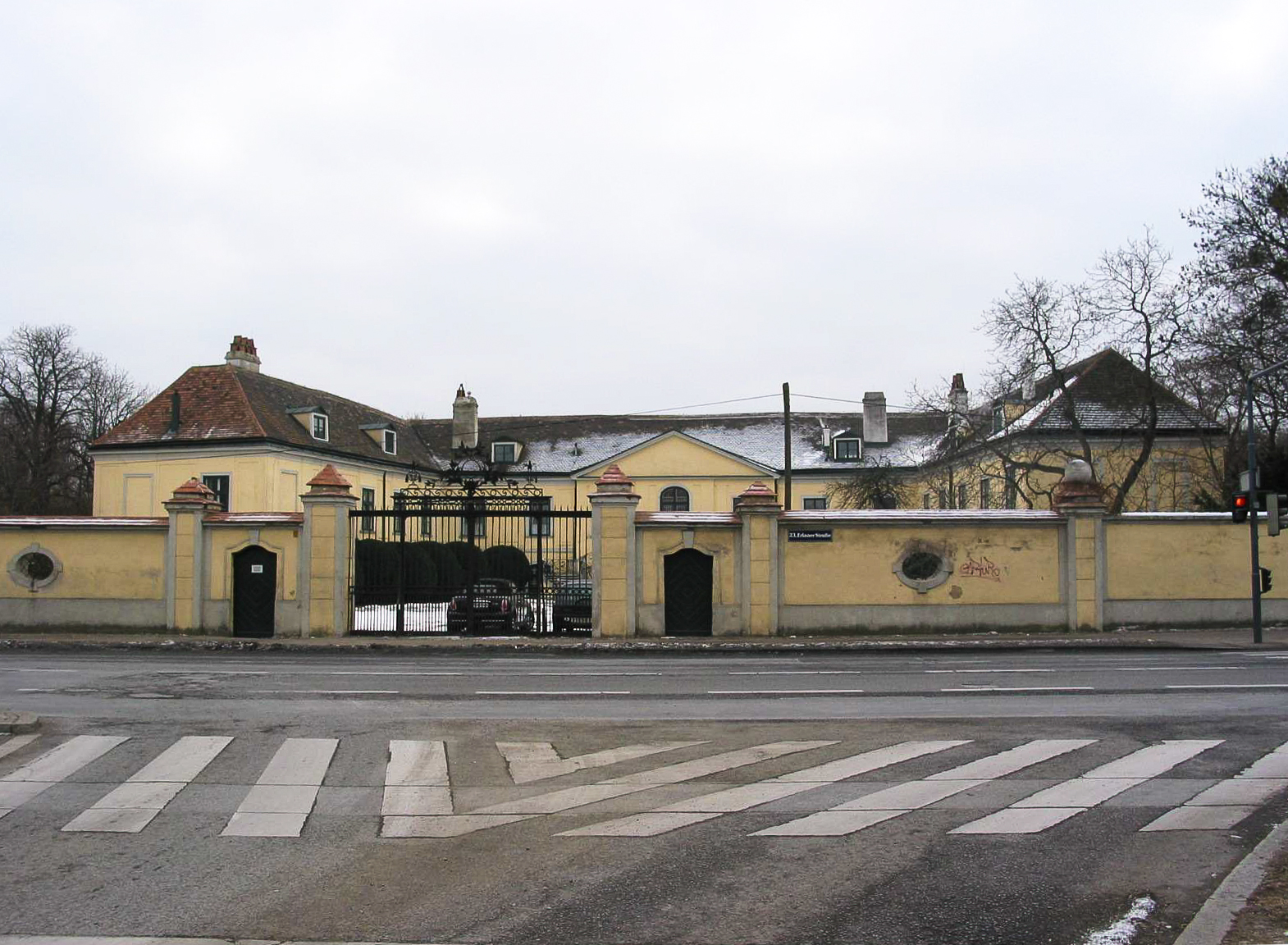
Az  alterlaai kastély
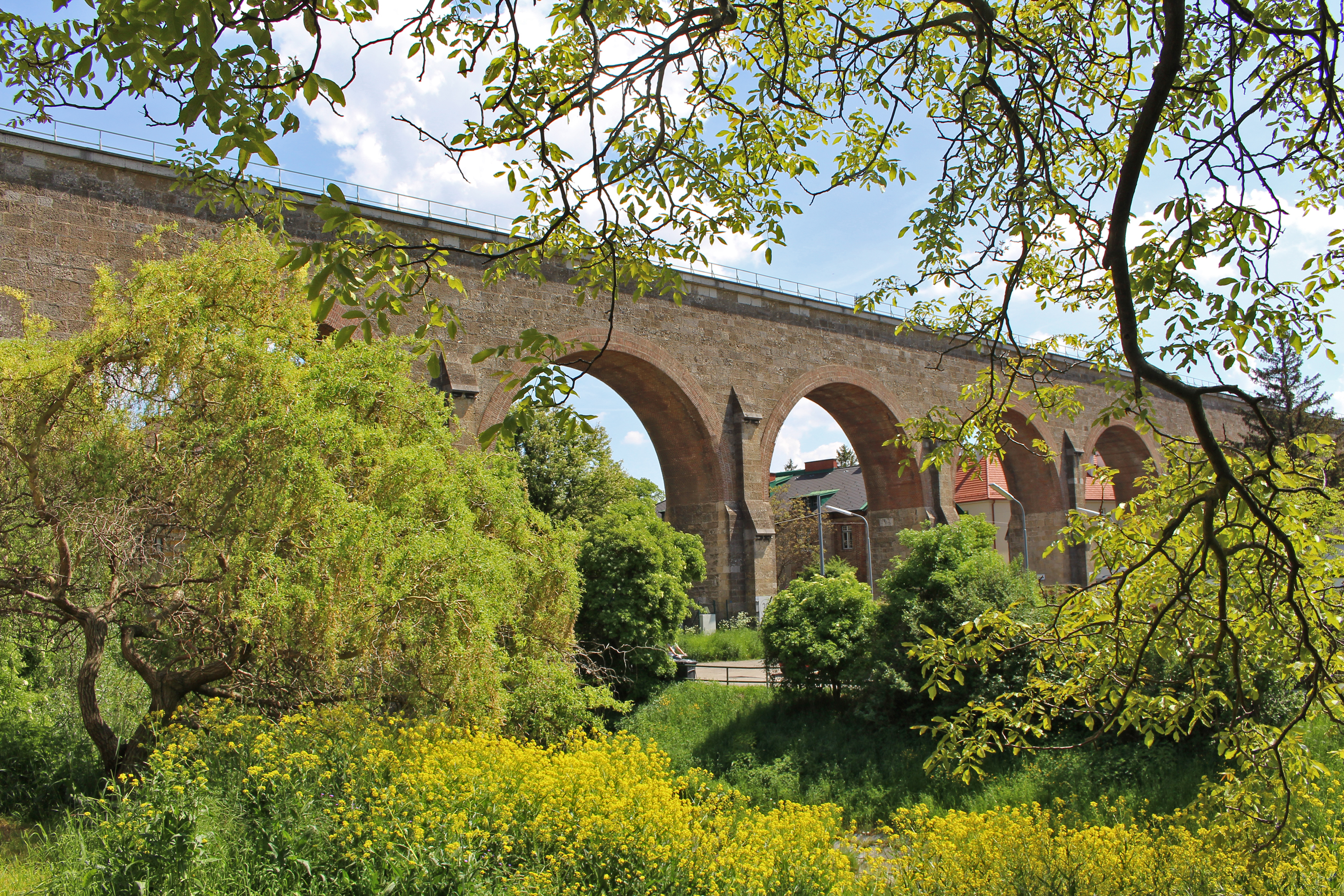
Aquädukt Liesing
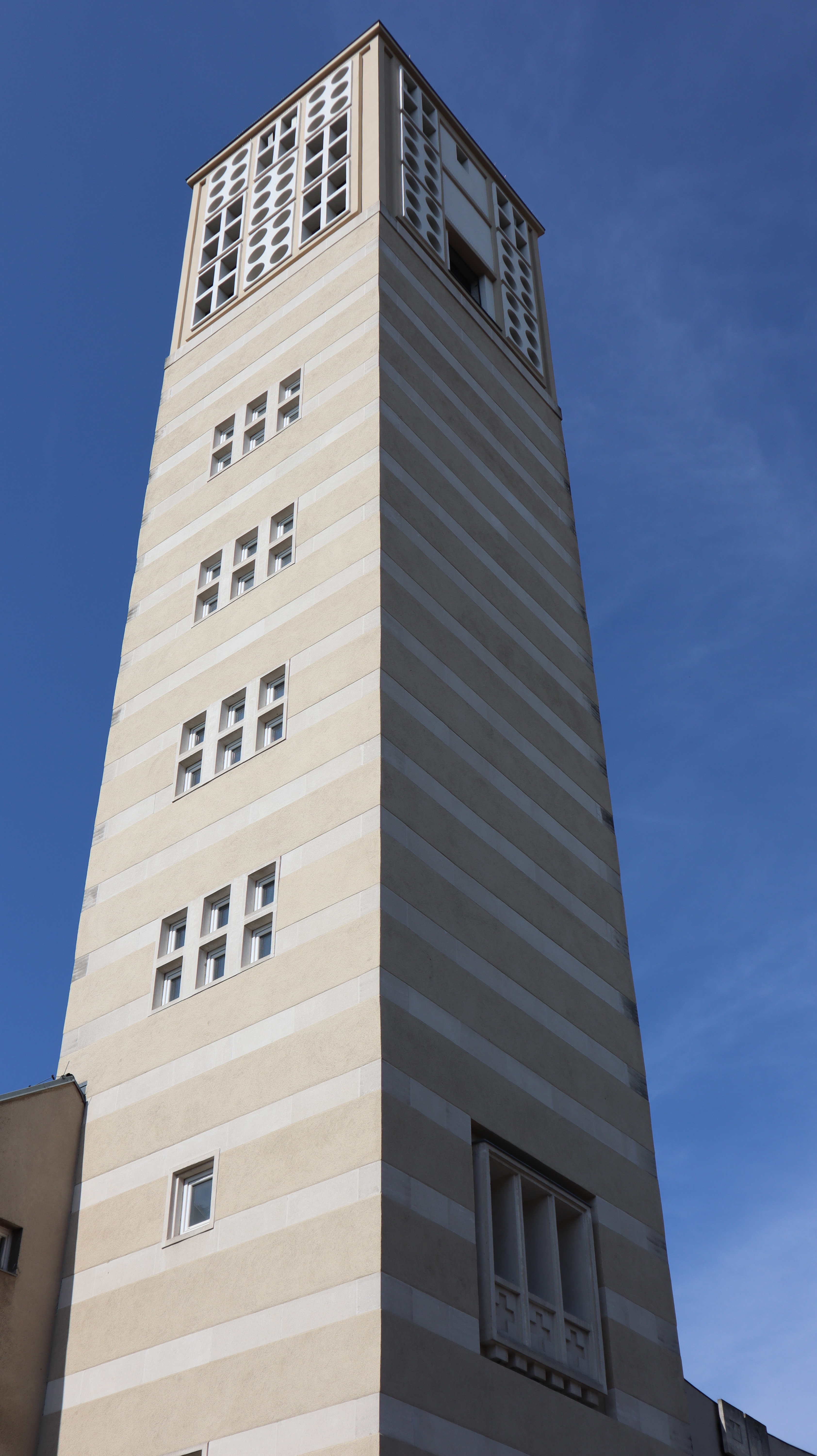
Templom Liesing
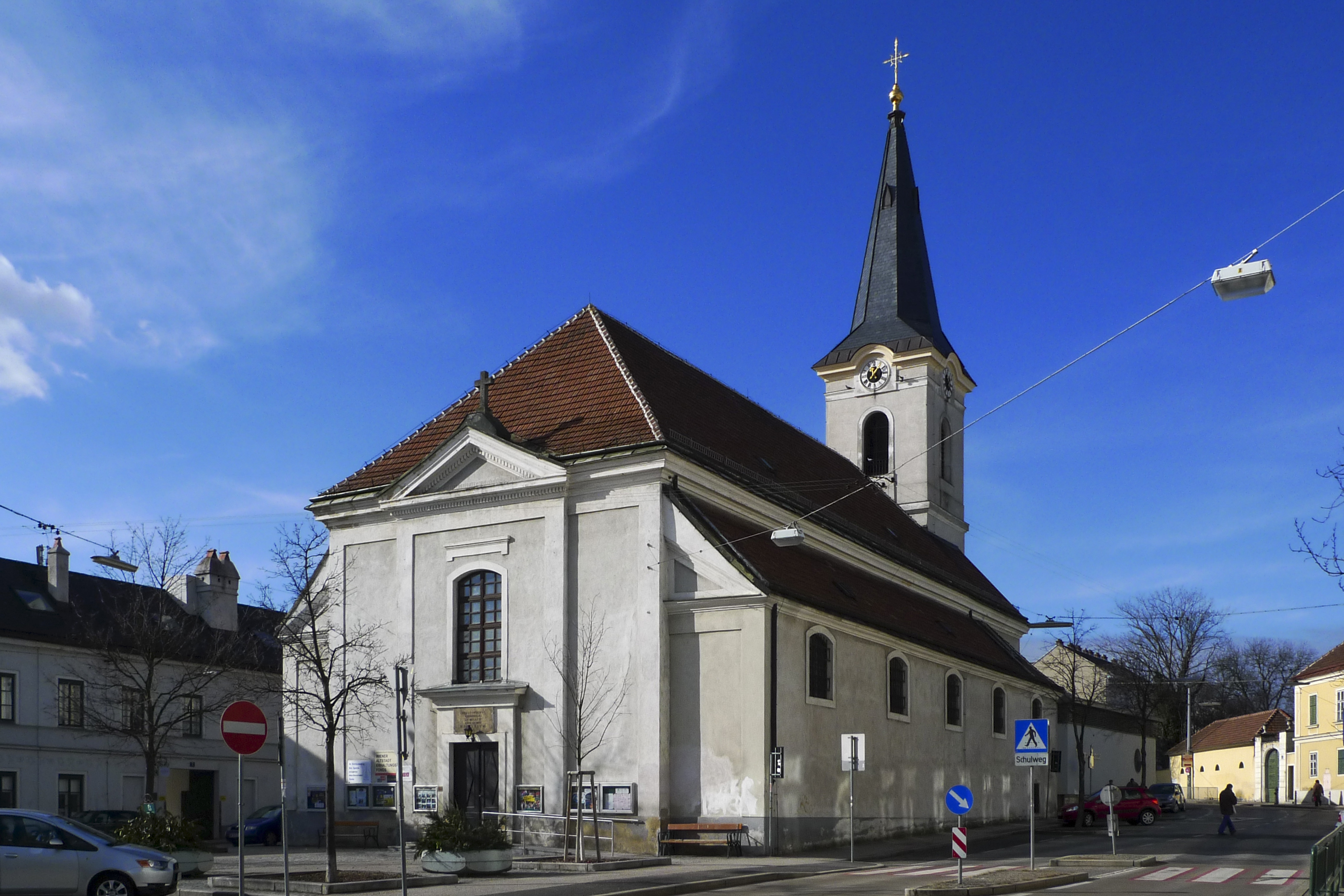
Templom Atzgersdorf
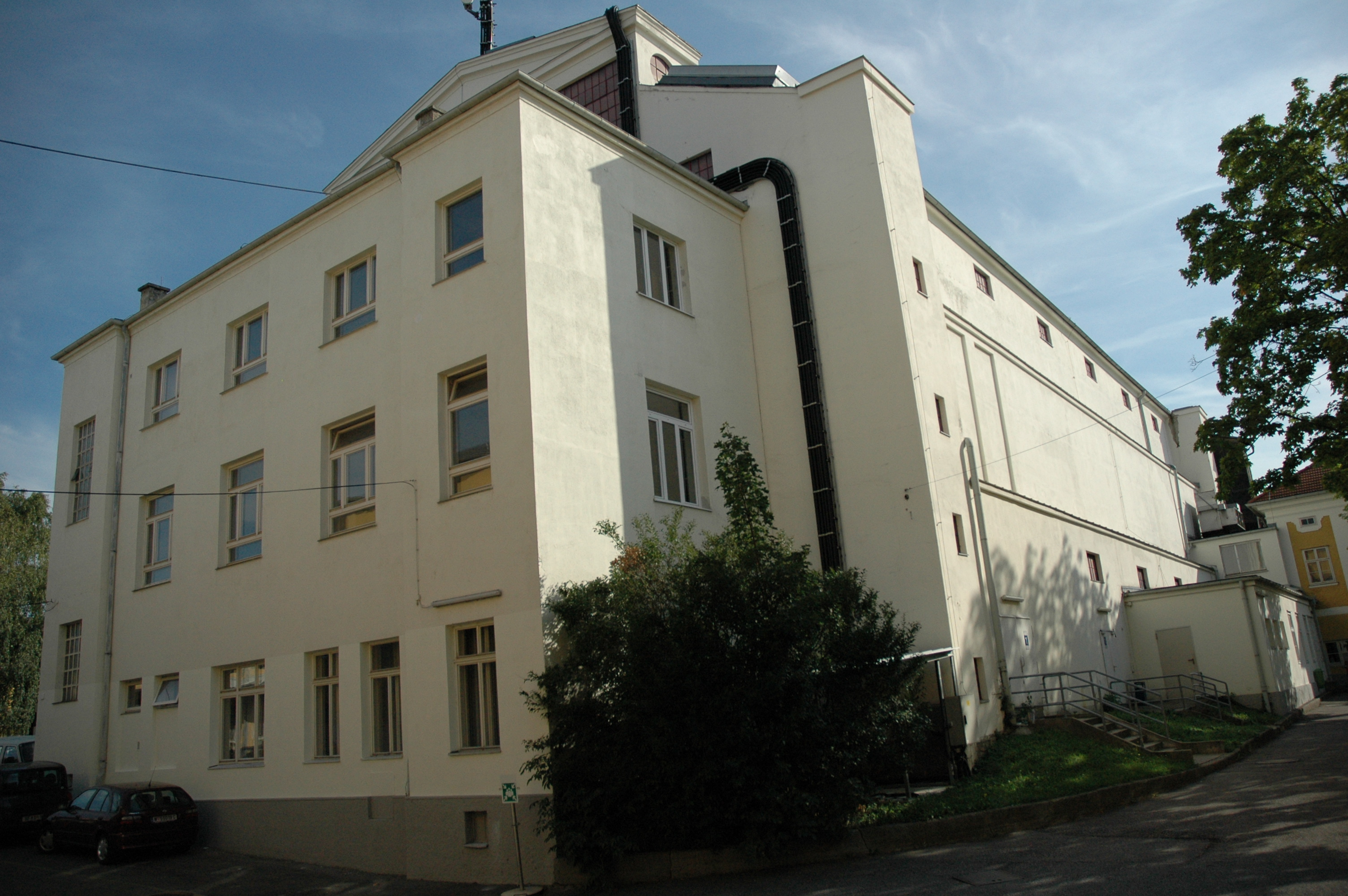
A Rosenhügel filmstúdiók főepülete
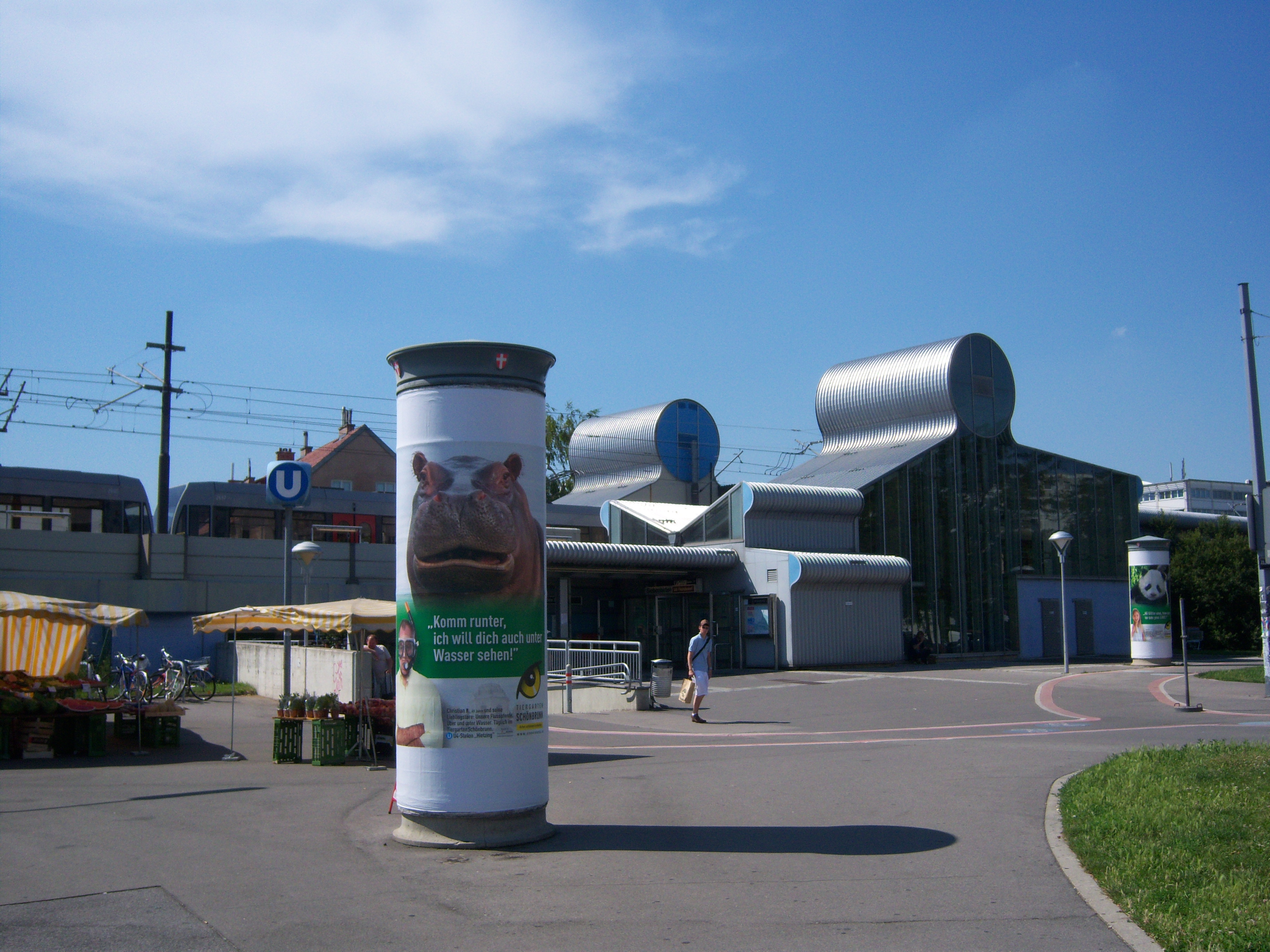
A Siebenhirten metróállomás
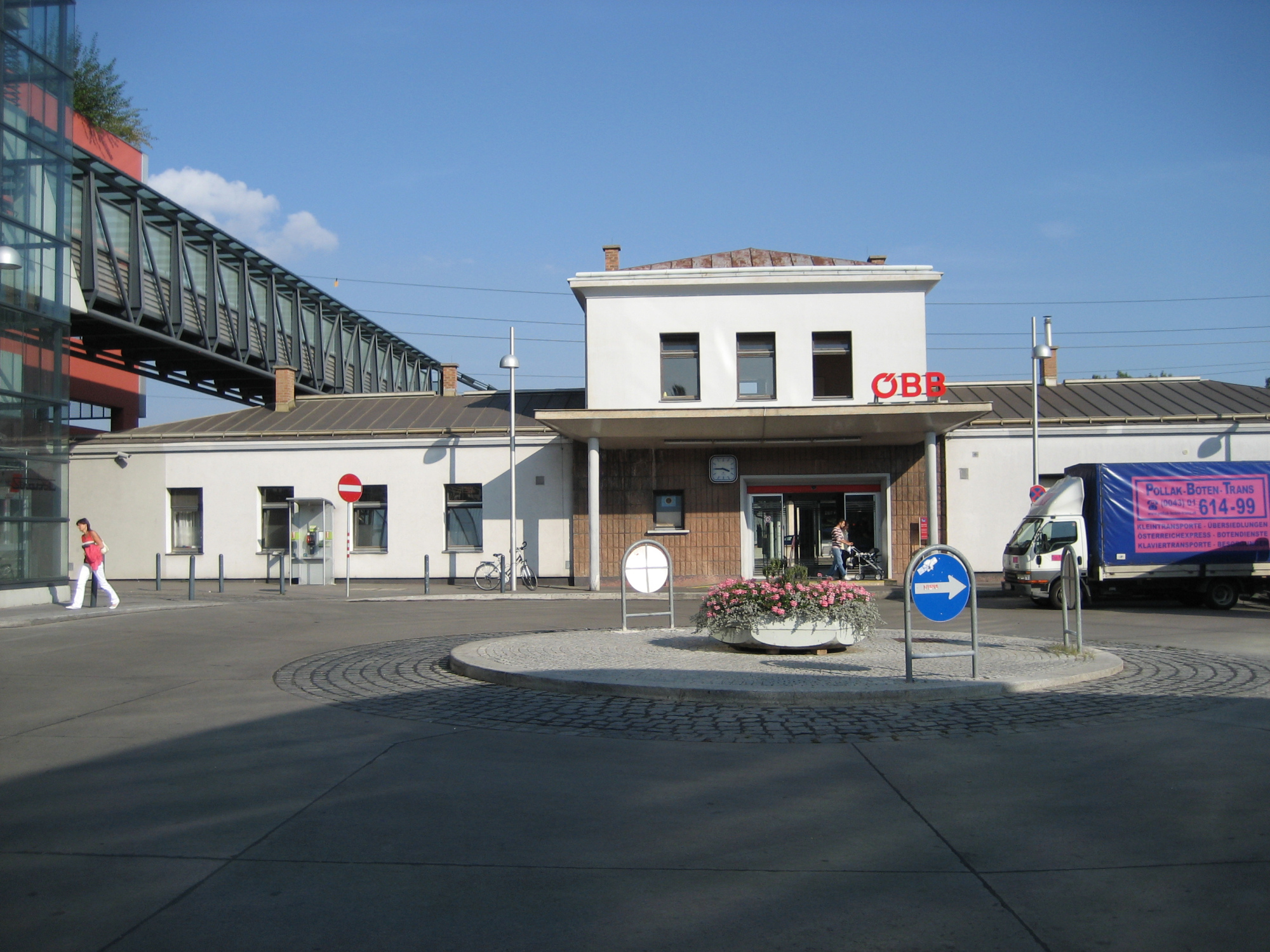
A liesingi állomás
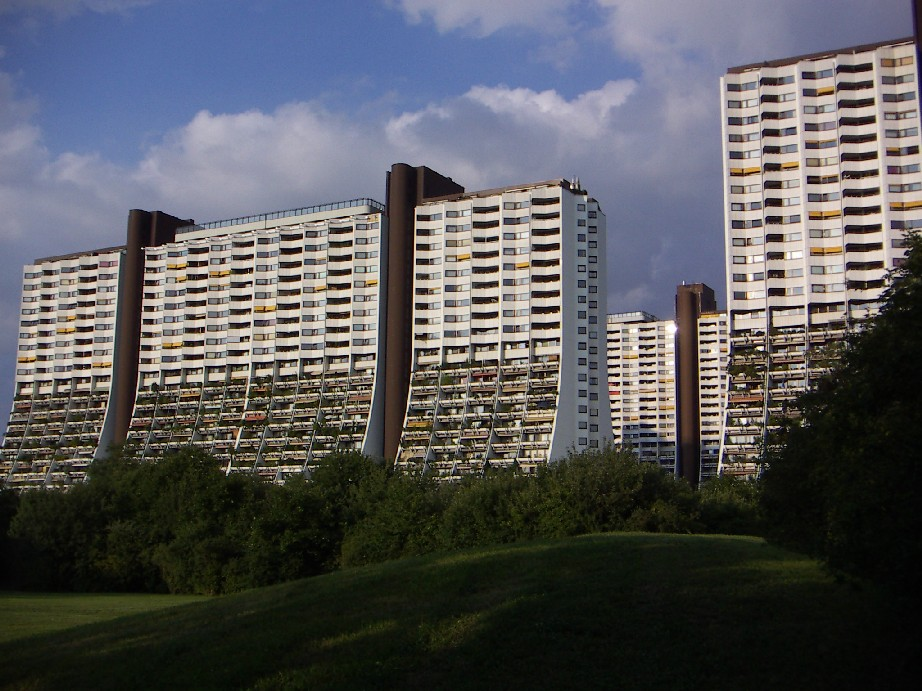
Alt-Erlaa
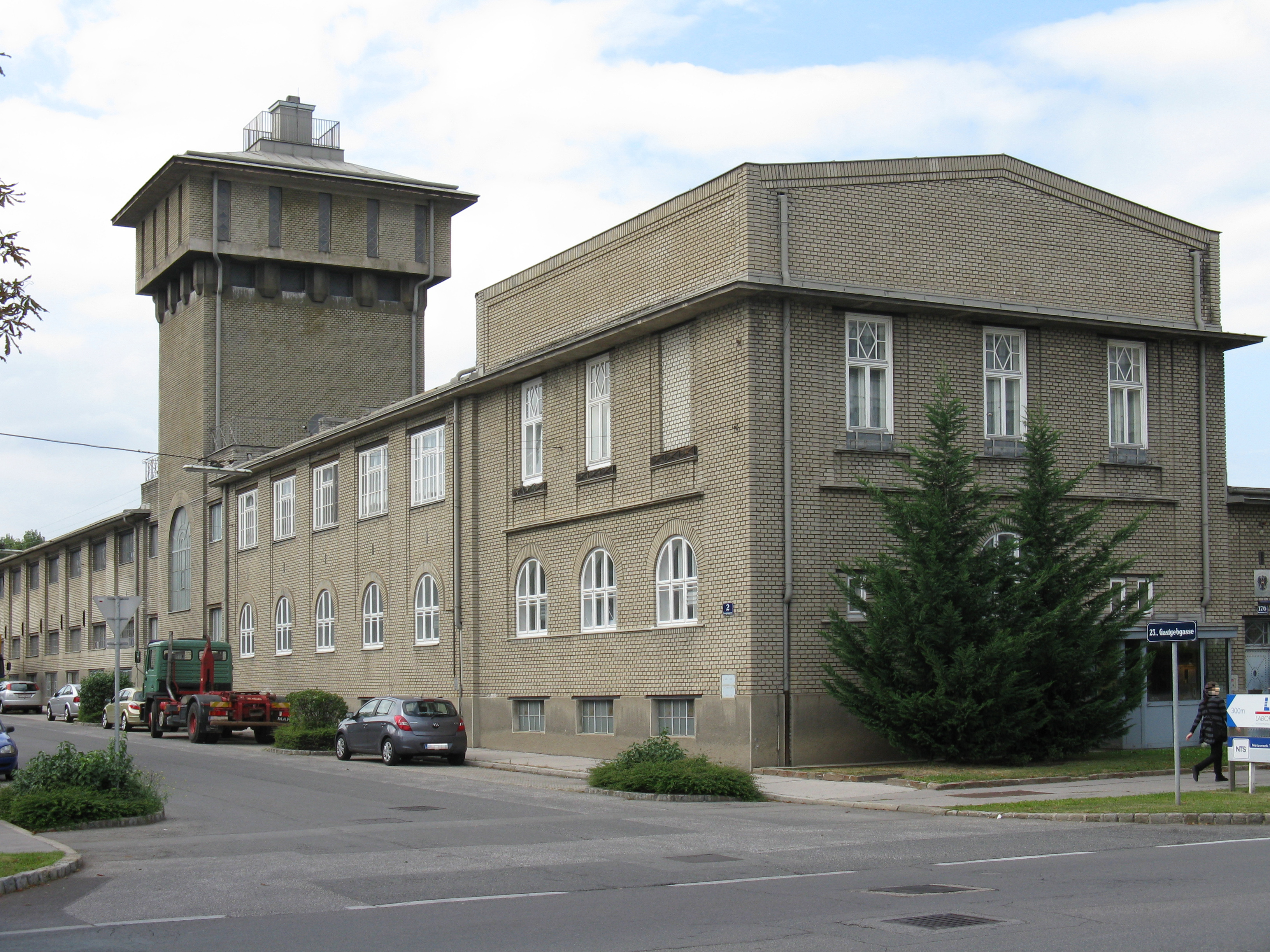
Az atzgersdorfi koporsógyár
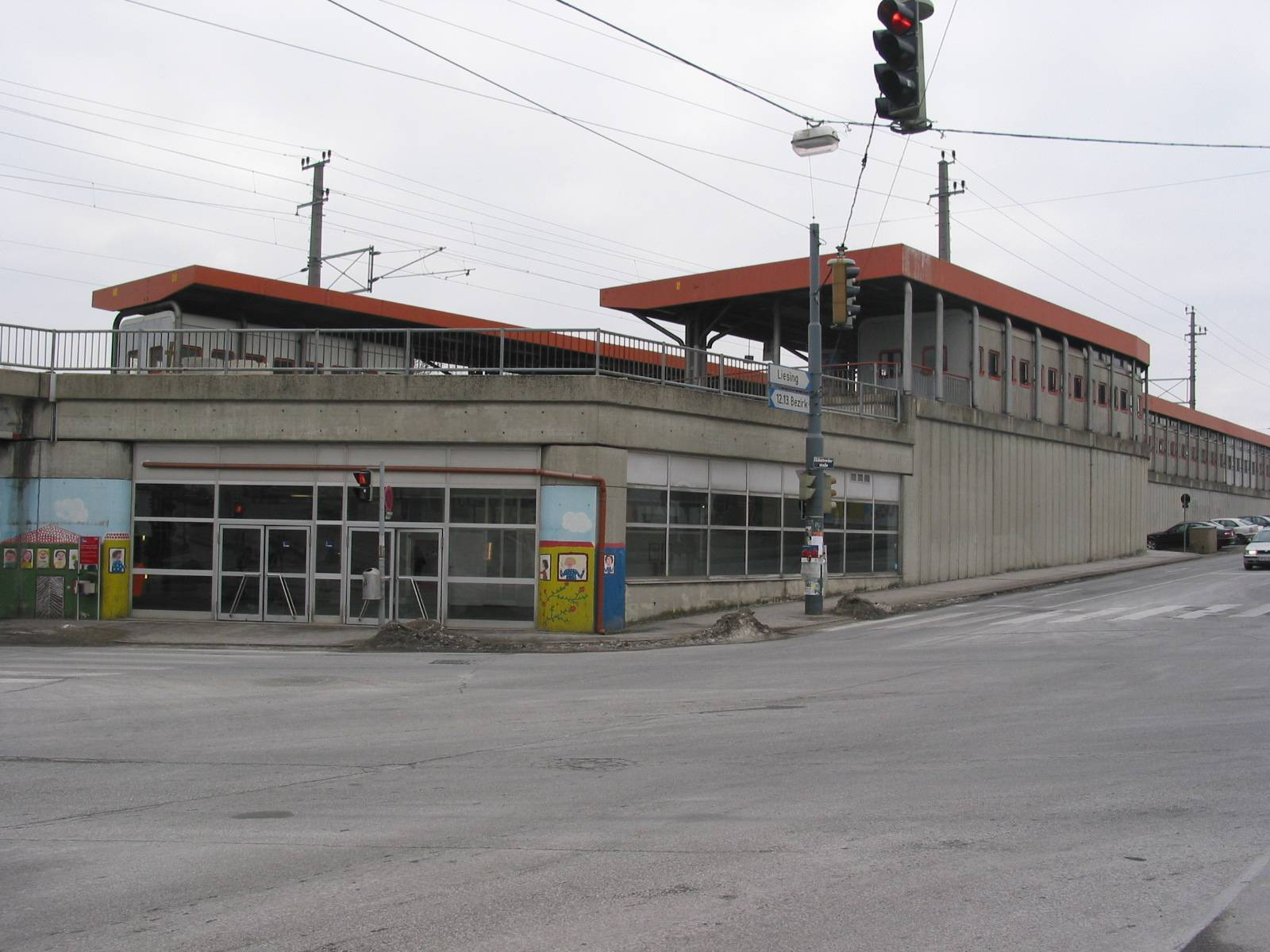
Az atzgersdorfi állomás
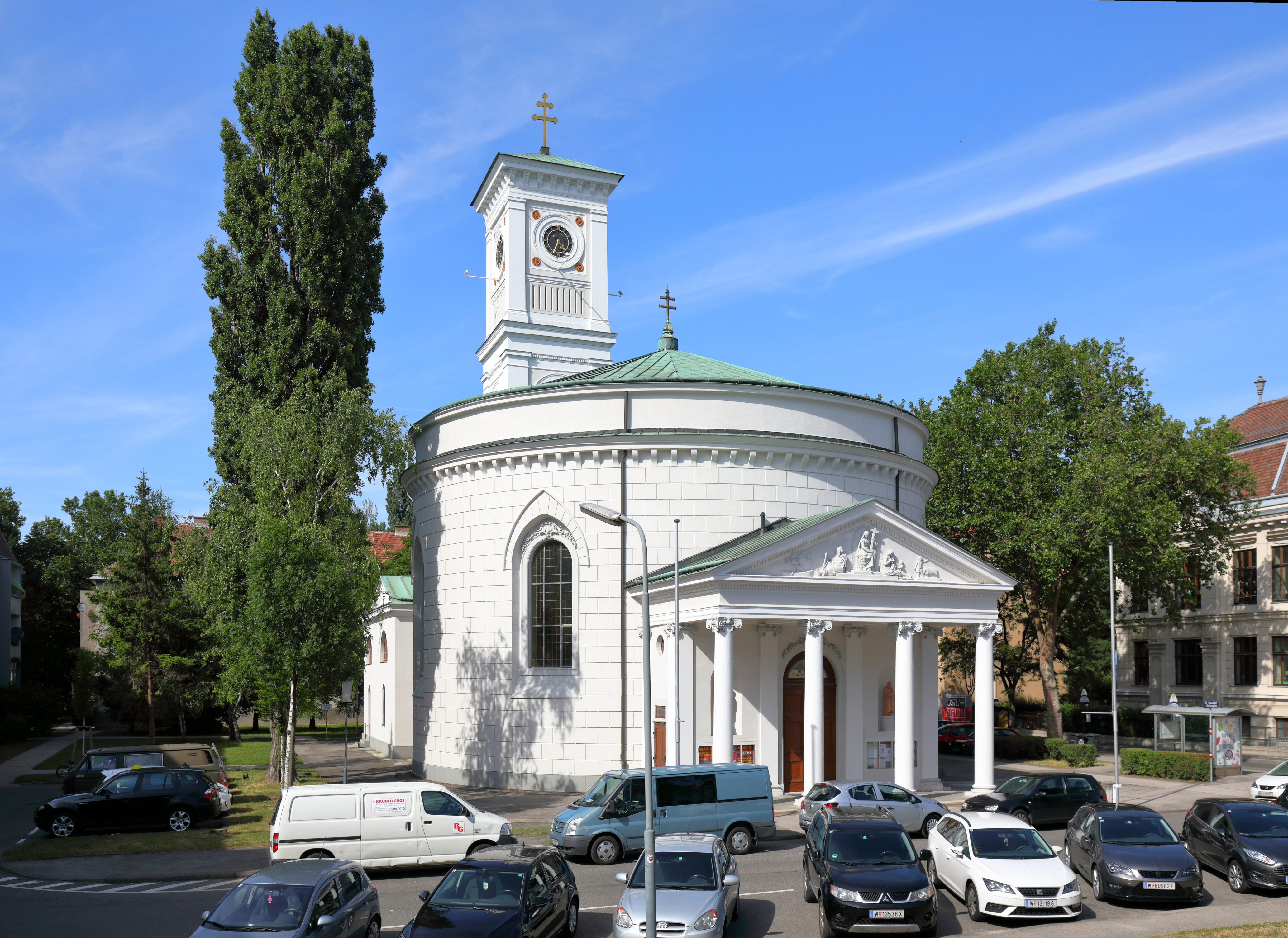
Az inzersdorfi templom
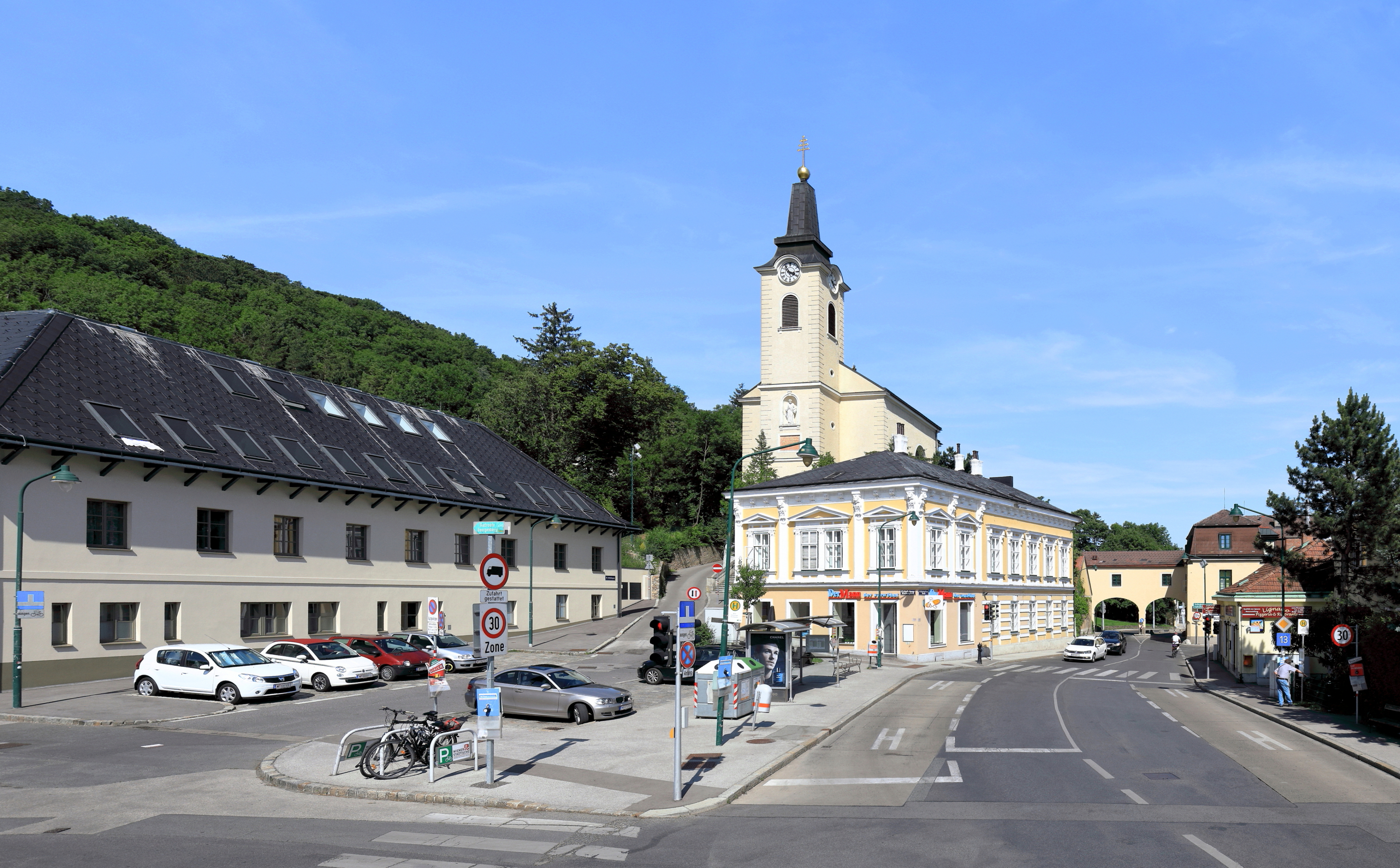
Kalksburg központja
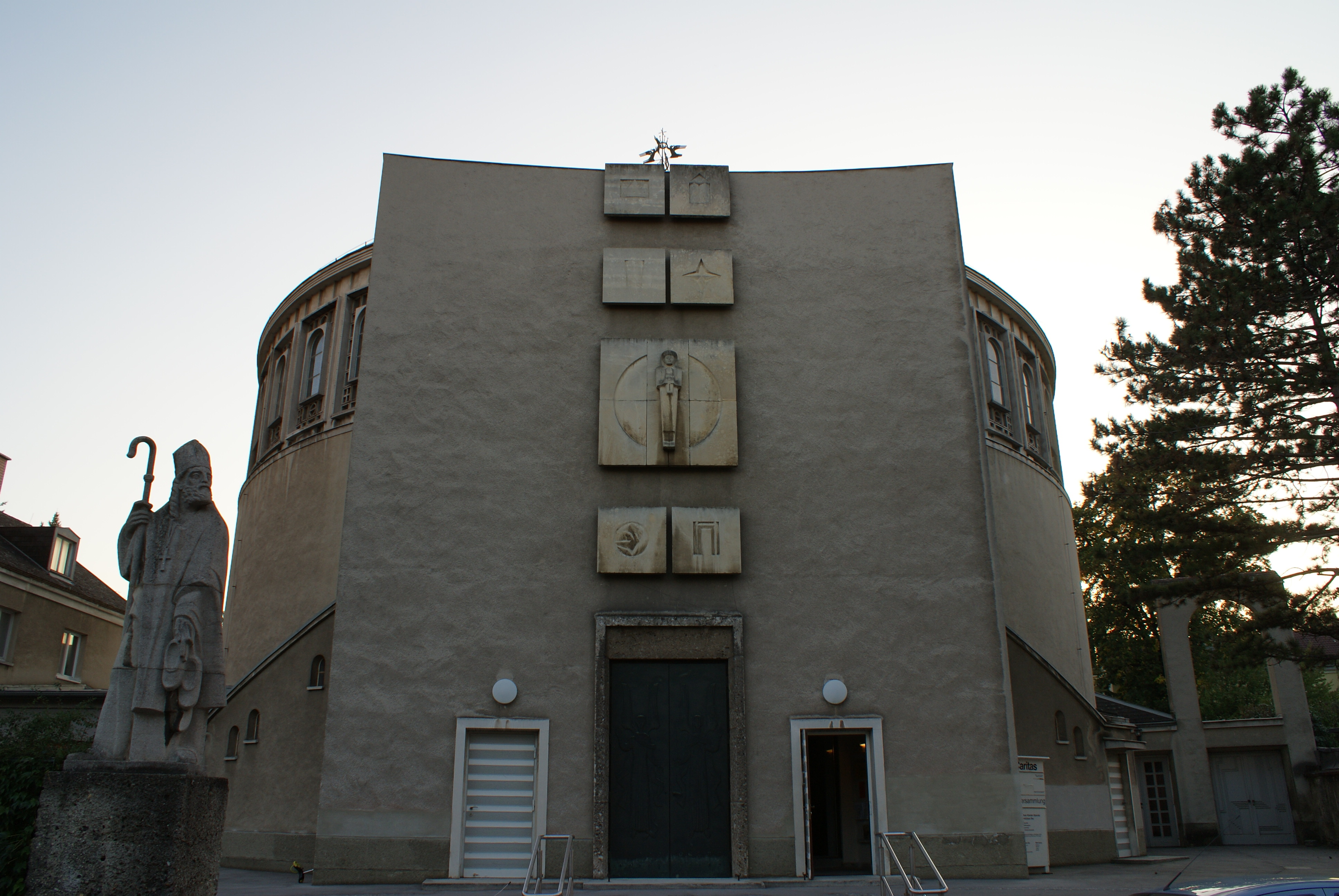
A liesingi templom
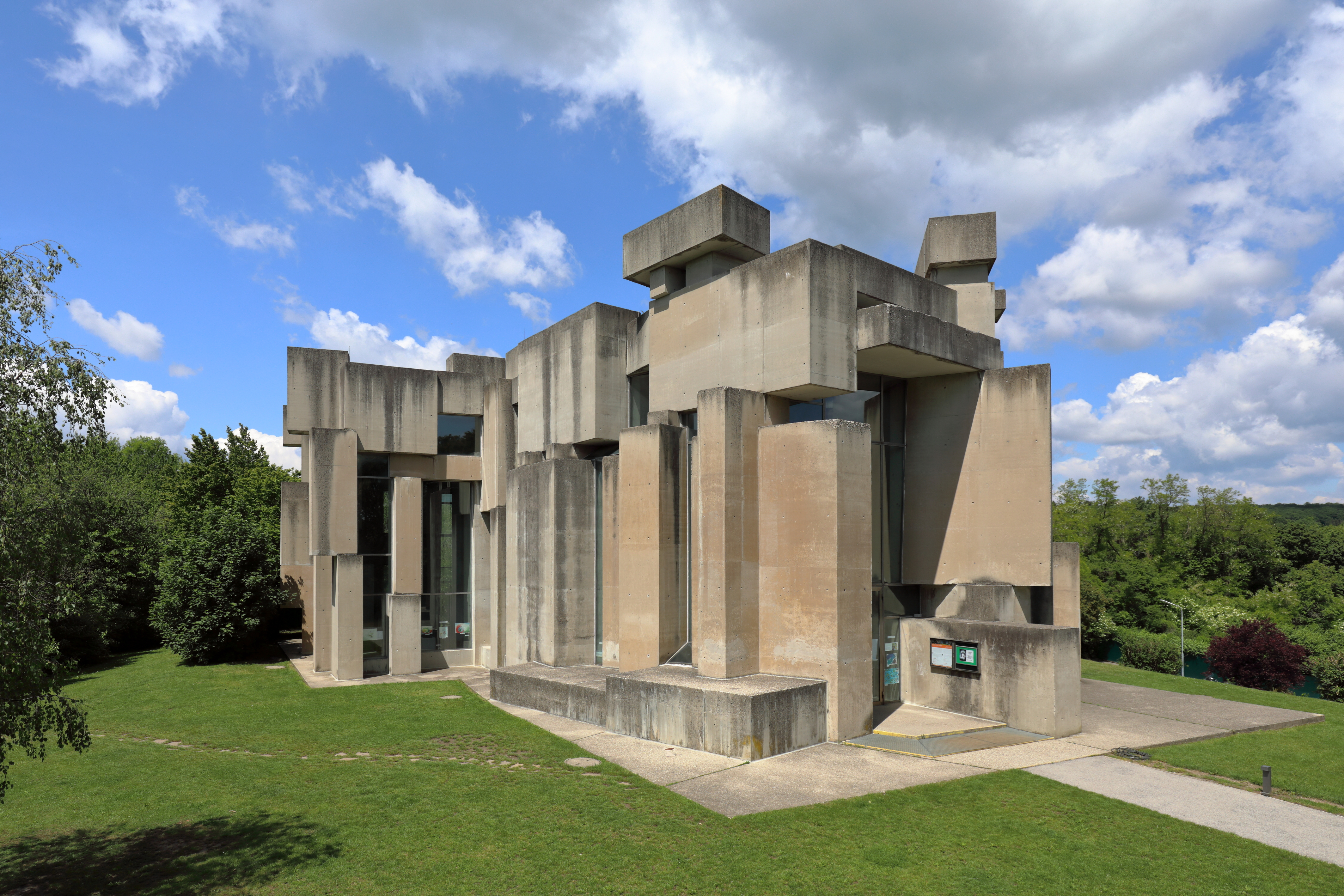
A Wotruba-templom
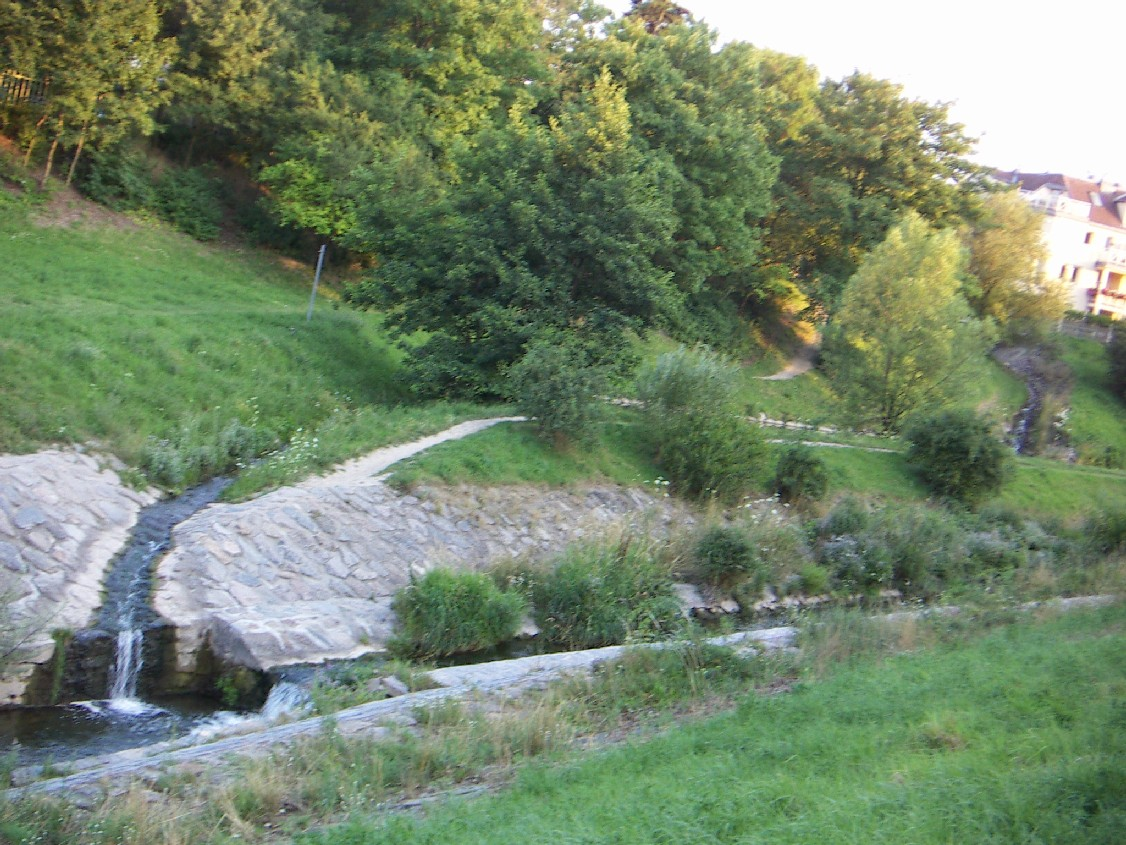
A  Liesing patakok

## Népesség
Népességnövekedés
Quelle: Statistik.at

## Fordítás
- Ez a szócikk részben vagy egészben  a   Liesing című holland Wikipédia-szócikk fordításán alapul.  Az eredeti cikk szerkesztőit annak laptörténete sorolja fel. Ez a jelzés csupán a megfogalmazás eredetét és a szerzői jogokat jelzi, nem szolgál a cikkben szereplő információk forrásmegjelöléseként.